# LAM Aerolíneas de Mozambique
LAM - Aerolíneas de Mozambique (en portugués LAM - Linhas Aéreas de Moçambique) es la aerolínea nacional de Mozambique con base en Maputo. Efectúa vuelos regulares en el sur de África y a Lisboa, Portugal. Su base de operaciones principal es el Aeropuerto Internacional de Maputo.

## Historia
La aerolínea fue fundada en agosto de 1936 como DETA - Direcção de Exploração de Transportes Aéreos, como una división del departamento de Ferrocarriles, Puertos y Aviación del gobierno colonial Portugués de Mozambique. Comenzó a operar el 22 de diciembre de 1937. A comienzos de 1980, mediante el decreto 8/80 de 19 de noviembre de 1980, DETA fue reestructurada y renombrada como LAM.
En 1998 LAM se transformó en una sociedad limitada, adoptando la denominación de LAM - Mozambique Airlines by Decree no. 69/98 of 23 December 1998.
El estado posee el 80% de las acciones de LAM y los empleados poseen el 20% restante. Tiene 795 empleados (a marzo de 2007). LAM posee la aerolínea Moçambique Expresso.
La directiva está compuesta por el director, ingeniero José Viegas, Capitán João Abreu, Director de operaciones de LAM, el Dr. Jeremias Tchamo, director financiero de LAM, Mr. Armindo Matos, representante del estado de Mozambique y el Dr Afonso Sande director de Recursos Humanos.
Los vuelos de largo alcance fueron operados en un principio por aviones 707 o DC-8, luego con un DC-10 alquilado a UTA French Airlines utilizando además un IL-62M del gobierno cuando había una mayor demanda.  A comienzos de los 90 fueron los tiempos del mayor número de vuelos con el DC-10 volando a Lisboa (algunas veces via Madrid) así como un vuelo semanal de Maputo a Berlín Este pasando por París-CDG y Copenhague, principalmente para trasladar a trabajadores de la construcción.  Durante muchos años, los vuelos de Lisboa fueron efectuados por TACV a la Isla de Sal antes de regresar a Maputo. Tas la conclusión del alquiler del DC-10, los vuelos a Lisboa fueron efectuados con un 747SP de South African Airways antes de que un par de 767-200 fuesen adquiridos.  Sin embargo, los vuelos de los 767 tuvieron una vida muy corta cuando la dirección decidió centrarse en las rutas regionales y, por tanto estos aviones se pasaron muchas horas alquilados a SAA.

## Destinos

### Código compartido
En junio de 2011 las siguientes rutas son operadas en código compartido, actualmente operados por los operadores mencionados:
- Ethiopian Airlines - Adís Abeba a/desde Maputo
- Kenya Airways - Nairobi a/desde Nampula

## Flota
La flota de LAM Mozambique Airlines consiste de los siguientes aviones (en mayo de 2020):
| Registro | Modelo de avión | Configuración | Entregado | Nombre   | Edad      |
| -------- | --------------- | ------------- | --------- | -------- | --------- |
| C9-BAQ   | Boeing 737-752  | C12Y120       | Abr 2014  | Poelela  | 15.7 Años |
| C9-BAR   | Boeing 737-7QB  | C8Y120        | May 2019  |          | 16 Años   |
| C9-EMA   | Embraer 190AR   | C9Y85         | Jul 2009  | Cobué    | 10.8 Años |
| C9-EMB   | Embraer 190AR   | C9Y85         | Sep 2009  | Chiloane | 10.7 Años |

A mayo de 2020, la media de edad de la flota de LAM - Mozambique Airlines es de 13.2 años

### Retirados
La aerolínea ha operado previamente las siguientes aeronaves:
| - Antonov An-26 - Boeing 707-320C - Boeing 737-200 - Boeing 737-200C | - Casa C-212-200 Aviocar - Fairchild Dornier Metro III - Fokker 100 - Fokker F-27 | - Ilyushin Il-62MK - Jetstream 41 - Indonesian Aerospace 212-200 - Lockheed L-1011 TriStar | - McDonnell Douglas DC-10-30 - Raytheon Beechcraft 1900C - Bombardier Q400 - Boeing 737-500 |

## Accidentes e incidentes
- En junio de 2011, Aviation Safety Network tiene registrados 3 accidentes/incidentes para la aerolínea, ninguno de ellos con muertes.[12]
- El 29 de noviembre de 2013 unas 33 personas han muerto al estrellarse un avión Embraer 190[13] de la LAM en el vuelo de Maputo a Luanda en el parque nacional de Buabuata del noroeste de Namibia, accidente en el que no ha habido supervivientes. El avión llevaba a bordo 6 tripulantes y 27 pasajeros, de ellos 10 de nacionalidad mozambiqueña, 9 angoleños, 5 portugueses, un francés, un brasileño y un chino.[14]